# Frankie e os Zhu Zhu Pets
Frankie e os Zhu Zhu Pets (em inglês:  The ZhuZhus, originalmente intitulado Polly and the ZhuZhu Pets) é uma série de desenho animado anglo-americana produzido pela Cepia LLC e Nelvana baseada na franquia Zhu Zhu Pets. A série é exibido pela Disney Channel nos Estados Unidos em 12 de setembro de 2016.
No Brasil, estreará em 5 de junho de 2017 em Discovery Kids.

## Enredo
Frankie e os Zhu Zhu Pets trata-se sobre Frankie Pamplemousse, uma menina de cerca de 8 anos de idade, que vive com quatro hamsters falantes em Anytown.

## Personagens
- Frankie Pamplemousse (anteriormente nomeado Polly Pamplemousse) (Loira)
- Pipsqueak (Amarela)
- Sr. Squiggles (Mr. Squiggles) (Laranja)
- Num Nums (Púrpura)
- Chunk (Azul-celeste)

## Dublagem
| Personagem           | Dublagem        | Dublagem             |
| -------------------- | --------------- | -------------------- |
| Frankie Pamplemousse | Jenna Warren    | Amanda Tavares Bueno |
| Pipsqueak            | Tajja Isen      | Amanda Moreira       |
| Sr. Squiggles        | Richard Binsley | Carloz Magno         |
| Num Nums             | Stephany Seki   | Gabriela Pellegrino  |
| Chunk                | Robert Tinkler  | Renan Alonso         |
| Ellen Pamplemousse   | Stacey DePass   | Karina Botião        |
| Stanley Pamplemousse | Zachary Bennett | André Gaiani         |

- Estúdio: Dubbing Company, Campinas

## Episódios
| #   | Título                                                       | Diretor      | Roteirista      | Esboço sequencial | Exibição original                                                               | Audência (em milhões) |
| --- | ------------------------------------------------------------ | ------------ | --------------- | ----------------- | ------------------------------------------------------------------------------- | --------------------- |
| 1a  | "Feliz Aniversaltitante (BR)" "Happy Bounciversary"          | Mike Fallows | Laurie Elliott  | Greg Collinson    | 12 de setembro de 2016 5 de junho de 2017                                       | 0.62                  |
| 1b  | "Melhor Falar que Feder (BR)" "Say It Don't Spray It"        | Mike Fallows | Laurie Elliott  | John Flagg        | 12 de setembro de 2016 5 de junho de 2017                                       | 0.62                  |
| 2a  | "(BR)" "Home Run Hamsters"                                   | Mike Fallows | Hugh Duffy      | Steve Remen       | 13 de setembro de 2016 6 de junho de 2017                                       | N/A                   |
| 2b  | "O Velho Chunk nunca Muda (BR)" "Chip off the Old Chunk"     | Mike Fallows | Miles Smith     | Andrew Tan        | 13 de setembro de 2016 6 de junho de 2017                                       | N/A                   |
| 3a  | "(BR)" "Walter-Gate"                                         | Mike Fallows | Shawn Kalb      | Bradley Overall   | 14 de setembro de 2016 7 de junho de 2017                                       | 0.63                  |
| 3b  | "(BR)" "Janitor Day"                                         | Mike Fallows | Terry McGurrin  | Steve Remen       | 14 de setembro de 2016 7 de junho de 2017                                       | 0.63                  |
| 4a  | "(BR)" "Goldfish Fingers"                                    | Mike Fallows | Richard Clark   | John Flagg        | 15 de setembro de 2016 8 de junho de 2017                                       | N/A                   |
| 4b  | "(BR)" "Skate-lebrity"                                       | Mike Fallows | Richard Clark   | Andrew Tan        | 15 de setembro de 2016 8 de junho de 2017                                       | N/A                   |
| 5a  | "Festa do Pijama Zombi (BR)" "Zombie Sleep Over"             | Mike Fallows | Miles Smith     | Bradley Overall   | 16 de setembro de 2016 9 de junho de 2017                                       | 0.54                  |
| 5b  | "Corrida Maluca (BR)" "The No-Kart Race"                     | Mike Fallows | Scott Albert    | Steve Remen       | 16 de setembro de 2016 9 de junho de 2017                                       | 0.54                  |
| 6a  | "A Invasão do Castelo Felino (BR)" "Storming the Cat Castle" | Mike Fallows | Scott Albert    | John Flagg        | 7 de outubro de 2016 12 de junho de 2017                                        | 0.73                  |
| 6b  | "A Graça dos Hamsters (BR)" "Ha Ha Hamsters"                 | Mike Fallows | Richard Clark   | Andrew Tan        | 7 de outubro de 2016 12 de junho de 2017                                        | 0.73                  |
| 7a  | "(BR)" "Fur-Vivor"                                           | Mike Fallows | Andrew Harrison | Bradley Overall   | 21 de outubro de 2016 13 de junho de 2017                                       | 0.59                  |
| 7b  | "(BR)" "Zhuper Girl"                                         | Mike Fallows | Miles Smith     | John Flagg        | 21 de outubro de 2016 13 de junho de 2017                                       | 0.50                  |
| 8a  | "(BR)" "Wingin' It"                                          | Mike Fallows | Laurie Elliot   | Steve Remen       | 15 de janeiro de 2017 (online) 11 de fevereiro de 2017 (TV) 14 de junho de 2017 | 1.23                  |
| 8b  | "(BR)" "Friendship Friend-zy"                                | Mike Fallows | Scott Albert    | John Flagg        | 15 de janeiro de 2017 (online) 11 de fevereiro de 2017 (TV) 14 de junho de 2017 | 1.23                  |
| 9a  | "(BR)" "Dreams O'Clock"                                      | Mike Fallows | Andrew Harrison | Steve Remen       | 21 de janeiro de 2017 15 de junho de 2017                                       | 1.16                  |
| 9b  | "(BR)" "Badge to the Bone"                                   | Mike Fallows | Evany Rosen     | Bradley Overall   | 21 de janeiro de 2017 15 de junho de 2017                                       | 1.16                  |
| 10a | "Full Groan"                                                 | Mike Fallows | Evany Rosen     | Bradley Overall   | 22 de janeiro de 2017                                                           | 1.10                  |
| 10b | "The Shell Game"                                             | Mike Fallows | Laurie Elliott  | Andrew Tan        | 22 de janeiro de 2017                                                           | 1.10                  |
| 11a | "If Wishes Were Rainbows"                                    | Mike Fallows | Miles Smith     | Steve Remen       | 28 de janeiro de 2017                                                           | 1.08                  |
| 11b | "Deja Zhu"                                                   | Mike Fallows | Terry McGurrin  | John Flagg        | 28 de janeiro de 2017                                                           | 1.08                  |
| 12a | "A Total Bust a Move"                                        | Mike Fallows | Andrew Harrison | Steve Remen       | 29 de janeiro de 2017                                                           | 1.06                  |
| 12b | "The Grand ZhuZhu Pets Hotel"                                | Mike Fallows | Andrew Harrison | Bradley Overall   | 29 de janeiro de 2017                                                           | 1.06                  |
| 13a | "Zhu Years Eve"                                              | Mike Fallows | Andrew Harrison | Andrew Tan        | 7 de janeiro de 2017                                                            | 1.12                  |
| 13b | "Lookies for Cookies"                                        | Mike Fallows | Alex Ganetakos  | John Flagg        | 7 de janeiro de 2017                                                            | 1.12                  |
| 14a | "The Pumpkin Whisperers"                                     | Mike Fallows | Richard Clark   | Steve Remen       | 4 de fevereiro de 2017                                                          | 1.07                  |
| 14b | "Zhuper Zhide Kicks"                                         | Mike Fallows | Miles Smith     | Andrew Tan        | 4 de fevereiro de 2017                                                          | 1.07                  |
| 15a | "The Wrong Stuff"                                            | Mike Fallows | Richard Clark   | John Flagg        | 5 de fevereiro de 2017                                                          | 1.13                  |
| 15b | "Chunklette's Web"                                           | Mike Fallows | Alex Ganetakos  | Bradley Overall   | 5 de fevereiro de 2017                                                          | 1.13                  |
| 16a | "Story Book It"                                              | Mike Fallows | Andrew Harrison | Steve Remen       | 17 de junho de 2017                                                             | 0.75                  |
| 16b | "Hairible Mistake"                                           | Mike Fallows | Craig Brown     | Andrew Tan        | 17 de junho de 2017                                                             | 0.75                  |
| 17a | "Weathering Heights"                                         | Mike Fallows | Laurie Elliott  | Steve Remen       | 20 de junho de 2017 24 de junho de 2017                                         | 0.83                  |
| 17b | "Trashing of Zhuper Girl"                                    | Mike Fallows | Miles Smith     | John Flagg        | 20 de junho de 2017 24 de junho de 2017                                         | 0.83                  |
| 18a | "Zhurassic Park"                                             | Mike Fallows | Hugh Duffy      | Bradley Overall   | 21 de junho de 2017 8 de julho de 2017                                          | 0.77                  |
| 18b | "Hamster a la Kart"                                          | Mike Fallows | Scott Albert    | Andrew Tan        | 21 de junho de 2017 8 de julho de 2017                                          | 0.77                  |
| 19a | "Zhu and Improved"                                           | Mike Fallows | Miles Smith     | Laurie Elliott    | 22 de junho de 2017 13 de julho de 2017 15 de julho de 2017                     | 0.74                  |
| 19b | "The Unfortunate Cookie Crumbles"                            | Mike Fallows | Bradley Overall | John Flagg        | 22 de junho de 2017 13 de julho de 2017 15 de julho de 2017                     | 0.74                  |
| 20a | "Now Zhu See Me, Now Zhu Don't"                              | Mike Fallows | Jennifer Daley  | Andrew Harrison   | 14 de julho de 2017 23 de julho de 2017                                         | 0.66                  |
| 20b | "Walk a Mile in Our Zhus"                                    | Mike Fallows | Andrew Harrison | Andrew Tan        | 14 de julho de 2017 23 de julho de 2017                                         | 0.66                  |
| 21a | "Zhu Got Game"                                               | Mike Fallows | Miles Smith     | Steve Remen       | 29 de julho de 2017                                                             | 0.57                  |
| 21b | "And the Hammy Goes To"                                      | Mike Fallows | Andrew Harrison | John Flagg        | 29 de julho de 2017                                                             | 0.57                  |

## Transmissão
| País                                                    | Canal                                    | Estreia                 | Título                     | Ref.   |
| ------------------------------------------------------- | ---------------------------------------- | ----------------------- | -------------------------- | ------ |
| Estados Unidos                                          | Disney Channel                           | 12 de setembro de 2016  | The ZhuZhus                | [ 9 ]  |
| Austrália · Nova Zelândia                               | Disney Channel Austrália e Nova Zelândia | 13 de fevereiro de 2017 | The ZhuZhus                | [ 14 ] |
| Bélgica                                                 | Disney Channel Bélgica                   | 6 de março de 2017      | De ZhuZhu's                | [ 15 ] |
| Bélgica                                                 | Disney Channel Bélgica                   | 6 de março de 2017      | Frankie et les ZhuZhu Pets | [ 15 ] |
| Países Baixos                                           | Disney Channel Países Baixos             | 6 de março de 2017      | De ZhuZhu's                | [ 16 ] |
| África do Sul · Croácia · Sérvia · Albânia              | Disney Channel MENA                      | 6 de março de 2017      | The ZhuZhus                | [ 17 ] |
| Grécia · Chipre                                         | Disney Channel MENA                      | 6 de março de 2017      | Τα Ζου Ζου                 | [ 17 ] |
| Mundo árabe                                             | Disney Channel MENA                      | 6 de março de 2017      | ذا زوزوس                   | [ 17 ] |
| Hungria · Chéquia                                       | Disney Channel Hungria e República Checa | 13 de março de 2017     | Zhu Zhu                    | [ 18 ] |
| Polónia                                                 | Disney Channel Polónia                   | 13 de março de 2017     | Zhu Zhu                    | [ 19 ] |
| Roménia · Bulgária                                      | Disney Channel Roménia e Bulgária        | 13 de março de 2017     | Zhu Zhu                    | [ 20 ] |
| Roménia · Bulgária                                      | Disney Channel Roménia e Bulgária        | 13 de março de 2017     | Зу Зу                      | [ 20 ] |
| Rússia                                                  | Disney Channel Rússia                    | 22 de abril de 2017     | Жужики                     | [ 21 ] |
| Reino Unido · Irlanda                                   | Boomerang Reino Unido e Irlanda          | 2 de maio de 2017       | The ZhuZhus                | [ 22 ] |
| Alemanha · Áustria · Liechtenstein · Luxemburgo · Suíça | Disney Channel Alemanha                  | 29 de maio de 2017      | Die ZhuZhus                | [ 23 ] |
| Brasil                                                  | Discovery Kids                           | 5 de junho de 2017      | Frankie e os Zhu Zhu Pets  | [ 10 ] |
| América Latina                                          | Discovery Kids                           | Junho de 2017           | Frankie y los Zhu Zhu Pets |        |
| França                                                  | France 3 France 4                        | Setembro de 2017        | Frankie et les ZhuZhu Pets | .      |
| Canadá                                                  | YTV                                      | 4 de Julho de 2017      | The ZhuZhus                |        |